# 메사르팀
양자리 감마(Gamma Arietis)는 양자리에 있는 삼중성계이다. 전통적인 이름으로 메사르팀(Mesarthim)이 있으며, 이는 산스크리트어로 '양자리의 첫째 별'이라는 의미이다. 양자리 감마는 지구로부터 204광년 떨어져 있다.
메사르팀은 지상에서 작은 망원경을 통해 관찰하면 7.7초각 서로 떨어져 있는 두 개의 별(밝은 쪽은 메사르팀2, 어두운 쪽은 메사르팀1)로 분리되어 보인다. 두 별 모두 A형 주계열성이며 겉보기 등급은 각각 +4.75와 +4.83으로 거의 비슷하다. 둘은 질량중심을 기준으로 5,000년을 1주기로 공전한다.
쌍성을 멀리서 공전하는 제3의 구성원 메사르팀 C는 밤하늘에서 221초각 떨어져 있으며 겉보기 등급은 +9.6으로, 망원경이 있어야 볼 수 있다. 분광형은 K형이다.
셋 중 가장 밝은 메사르팀2는 사냥개자리 알파2형 변광성으로, 2.61일의 주기로 밝기가 0.04등급만큼 변한다.